# Caso García Belsunce
El Caso García Belsunce es un proceso judicial argentino con el que se conoce al asesinato de María Marta García Belsunce  (Buenos Aires, Argentina, 24 de abril de 1952-Pilar, Buenos Aires, Argentina, 27 de octubre de 2002), una socióloga argentina, ocurrió el 27 de octubre de 2002 en su casa del barrio cerrado Carmel, ubicado en Pilar, Buenos Aires. La rareza del caso, radicó en que, inicialmente, se creyó que la muerte había sido causada por un accidente doméstico, pero un mes y medio más tarde se descubrió que había sido asesinada de 6 disparos en la cabeza.
Entre las líneas de investigación estuvieron un posible robo fallido, un posible vínculo con el Cártel de Juárez, y una posible pelea con su esposo Carlos Carrascosa.
En 2020, Netflix estrenó la miniserie documental Carmel ¿quién mató a María Marta? sobre el caso.
En julio del 2022, HBO Max estreno la serie María Marta: el crimen del country.

El 19 de febrero de 2025 la cámara de Casación bonaerense condenó a cadena perpetua a Nicolás Pachelo.

## Resumen de los hechos
María Marta García Belsunce fue hallada sin vida en la bañera de su casa ubicada en el barrio cerrado “Carmel Country Club” el 27 de octubre de 2002 a las 19:00. 
Al efectuarse el informe médico sobre el deceso de María Marta García Belsunce no se veían los disparos de bala que presentaba en la cabeza, y se atribuyó su muerte a un resbalón en la bañera y posterior golpe en la sien con el grifo de la misma, lo que la desmayó y le produjo asfixia por inmersión.
Un mes más tarde, y por la insistencia de Juan Hurtig (medio hermano de María Marta), se ordenó la autopsia del cadáver y allí los médicos forenses descubrieron que la fractura de cráneo que tenía la víctima había sido producida por cinco disparos de un arma calibre 32. Los forenses inicialmente vieron una sola herida, con hundimiento y fractura de cráneo, compatible con el golpe contra el grifo, pero al abrir el cráneo descubrieron dentro del mismo cinco proyectiles.
A partir de estos acontecimientos, el caso cobró una trascendencia pública sin precedentes en la historia del periodismo argentino (tuvo más primeras planas que el juicio a la Junta Militar).
El 24 de marzo de 2024 Nicolás Pachelo, vecino de la víctima, fue condenado a prisión perpetua por el asesinato de María Marta.
Así lo resolvió la Sala I de Casación bonaerense, tras analizar las apelaciones de la sentencia del Tribunal Oral en lo Criminal (TOC) N°4 de San Isidro.
El TOC N°4 había absuelto al ex vecino del barrio privado Carmel a fines de 2022, pero los jueces de Casación Fernando Mancini Hebeca y María Florencia Budiño revirtieron la decisión inicial.
Para los magistrados, Pachelo ingresó a la casa de la socióloga el 27 de octubre de 2002 con intención de robarle al matrimonio García Belsunce-Carrascosa, y mató a la mujer de cinco balazos cuando esta lo sorprendió en el acto
Ya en 2022 había sido condenado por robos en distintos barrios cerrados y permanece preso en el penal de Gorina.
Según la Justicia, Pachelo le disparó seis veces en la cabeza con un revólver calibre 32 a la víctima. El atacante había jurado que al momento del hecho estaba de compras en el shopping Paseo Alcorta con su madre, Silvia Ryan, pero esta coartada tambaleó porque la misma se quitó la vida el día anterior a testificar.
Antes de matarse, Ryan había dejado tres cartas. Una iba dirigida al fiscal Diego Molina Pico en la que expresaba que se suicidó porque su hijo era "inocente", y acusó a la familia de María Marta de "mentirosos y poderosos". 
La lectura de la declaración de Mariano Maggi, dueño de una concesionaria de autos donde Pachelo había comprado una camioneta con un cheque robado, también engrosó las pruebas presentadas por la defensa del viudo, Carlos Carrascosa.
Según Maggi, esto originó una pelea y el culpable le habría dicho: "Si tuve huevos para matar a mi viejo, imaginate a vos y a tu vieja". 
Al debate también se sumó la pericia psiquiátrica que le realizaron durante el procesamiento por la causa que condenó a Pachelo a un año de prisión por haber encubierto el robo de 47 palos de golf a tres vecinos del Carmel y haber cometido hurtos agravados a familiares de amigos. 
Según el expediente, el asesino ingresaba a la casa de sus víctimas como invitado y allí aprovechaba para robar las llaves para cometer los posteriores robos donde extraía objetos de valor y dinero.
En la larga lista de víctimas estaban Fernando Sansuste y Eduardo Zancoli (les había robado los palos de golf), Marta María Auge, Carlos Zapata, Roland Friedrich Moller Ortega, Matías Nocetti y Ana Elena Herraiz de Guerrero.

## La víctima
Era hija de Horacio Adolfo García Belsunce, reconocido jurista y de Luz María Blanca Luisa Galup. Dedicó los últimos años de su vida a labores sociales, principalmente en organizaciones sin fines de lucro como Red Social. Hasta el día de su muerte fue vicepresidente de la fundación Missing Children Argentina, desde donde (se supo más tarde) investigaba asuntos relacionados al tráfico de menores en la provincia de Buenos Aires, actividad por la cual habría recibido amenazas reiteradas.[cita requerida] Se casó con Carlos Carrascosa en 1971, a los 19 años. La pareja no tuvo hijos.
Los padres de María Marta se separaron, y su madre Galup tuvo otros dos hijos con Constantino "Dino" Hurtig, un pediatra rumano: Irene Hurtig (casada con Guillermo Bártoli) y Juan Carlos Hurtig; la familia vivía en Estados Unidos. Su padre García Belsunce tuvo otro hijo (Hernán) con su nueva pareja María Luisa Enriqueta Lanusse Gras.

## El primer condenado: Carlos Carrascosa
Carlos Carrascosa (Buenos Aires, Argentina, 13 de diciembre de 1944), graduado de la Marina Mercante y agente de bolsa de profesión, cobró una súbita fama por ser el principal acusado del homicidio. Carrascosa fue condenado por la cámara de Casación de la provincia de Buenos Aires a cadena perpetua por homicidio agravado por vínculo. En 2010 su letrado patrocinante, Fernando Díaz Cantón presentó ante la Comisión Interamericana de Derechos Humanos una denuncia por violaciones de los derechos de su cliente. Su ADN no se corresponde con ninguna de las manchas de sangre que se hallaron en la escena del crimen.
Carrascosa pasó 5 años y 8 meses preso: de junio de 2009 a febrero de 2015 en el penal de Campana y desde entonces a diciembre de 2016 con prisión domiciliaria y tobillera electrónica en un country de Escobar. Tras varios años de apelaciones, la defensa de Carrascosa logró que en 2014 la Corte nacional ordenara una revisión integral de la causa y ese fue el puntapié inicial para que en diciembre de 2016 un nuevo fallo del Tribunal de Casación bonaerense, detectara graves irregularidades en la investigación del fiscal Diego Molina Pico, anulara la condena a prisión perpetua y absolviera a Carrascosa.

## Instancias
El 28 de octubre de 2002, los restos de María Marta fueron inhumados tras ser velados en su casa. Al velatorio asistieron el fiscal de la causa, Diego Molina Pico (hijo de Enrique Molina Pico), y el jefe de la Dirección de Investigaciones de San Isidro, comisario inspector Aníbal Degastaldi, éste por  orden del comisario mayor Ángel Casafús, que a su vez había recibido un llamado telefónico del hermano de la víctima, Horacio García Belsunce (h) para pedirle que le saque a la policía de encima, dicho que planteó algunas dudas sobre el hecho, que a juzgar por los dichos de los familiares de la víctima fue producto de un accidente hogareño.
El 12 de noviembre de 2002, Juan Hurtig (medio hermano de María Marta) se presentó espontáneamente en la fiscalía y declaró haber tirado al inodoro, envuelto en papel higiénico, un elemento extraño que le había llamado la atención y que define como "pituto". Ese elemento era un sexto proyectil que aparece en el pozo ciego de la casa. El mismo día, también en forma espontánea, Horacio García Belsunce (h) le contó al fiscal de su llamada a Casafús.
El 2 de diciembre de 2002, luego de los testimonios de Hurtig y García Belsunce (h), y de la declaración de los dos médicos que vieron el cadáver el día de la muerte, se ordenó exhumar el cuerpo de María Marta. La autopsia reveló que había sido asesinada de cinco balazos calibre 32 en su cabeza. Un sexto balazo la rozó. Los médicos forenses que realizaron la autopsia sólo pudieron determinar que García Belsunce había fallecido a causa de disparos una vez que abrieron el cráneo y encontraron los proyectiles.
El 11 de diciembre de 2002, el caso se hace público y comienzan las hipótesis sobre el presunto homicida. Entonces, se comenzó a hablar de Nicolás Pachelo, un vecino del country que tenía antecedentes penales. Pachelo había declarado que a la hora del crimen estaba en un shopping de la zona de Palermo, con su madre. Sin embargo, se determinó que eso no era verdad, ya que había sido visto en Carmel por tres personas y aparecía filmado saliendo del country después de las 19:00 horas, es decir, luego del crimen. 
El 16 de enero de 2003, el fiscal Molina Pico imputó por "encubrimiento agravado" al hermano, Horacio García Belsunce (h); el viudo Carrascosa; el cuñado Guillermo Bártoli; el padrastro Constantino Hurtig; el medio hermano Juan Hurtig; la masajista Beatriz Michelini; el vecino Sergio Binello; y el médico Gauvry Gordon. 
El 8 de mayo de 2003, una investigación realizada por peritos de la Suprema Corte de Justicia bonaerense barajó la hipótesis de que los orificios de bala en la cabeza de María Marta habían sido cerrados con pegamento cianoacrilato (que fabrica la empresa POXIPOL denominándolo “la Gotita” y que también es fabricado por otras empresas del ramo bajo otras denominaciones).[cita requerida]
El 10 de mayo de 2003, el fiscal solicitó al juez Barroetaveña que le dicte la prisión preventiva a Carrascosa y el magistrado la convalidó cinco días después.
El 16 de febrero de 2004, el fiscal Diego Molina Pico presentó al juez Barroetaveña el requerimiento de elevación a juicio contra Carlos Carrascosa.
El 22 de abril de 2004, el presidente de la Sala I de la Cámara de San Isidro ordenó al juez Barroetaveña que detenga a Carlos Carrascosa por el asesinato de su esposa.
El 13 de junio de 2007, luego de exponer un extenso alegato, el fiscal Diego Molina Pico pidió que se condenara a Carlos Carrascosa por el homicidio de su esposa o por el encubrimiento del mismo. El fiscal desestimó la coartada del viudo, y lo situó en la escena del crimen. 
El 3 de julio de 2007, dos forenses declararon que no habían encontrado ningún tipo de pegamento en las heridas.
El 11 de julio de 2007, el Tribunal Oral N° 6 de San Isidro decide absolver por unanimidad a Carrascosa por el homicidio, pero lo condena en fallo dividido (2 votos contra 1) por encubrimiento.
El 2 de mayo de 2008, el ministro de seguridad bonaerense Carlos Stornelli, ofrece una recompensa de hasta 150 mil pesos para quien aporte datos ciertos sobre el asesino de María Marta García Belsunce. Recompensa que continúa vigente hasta la fecha.[cita requerida]
El 18 de junio de 2009, el Tribunal de Casación penal bonaerense, condena a reclusión perpetua a Carlos Carrascosa por el homicidio calificado de su esposa María Marta García Belsunce.
El 27 de octubre de 2009, María Laura García, hermana de María Marta, publica una solicitada reclamando justicia al considerar que el crimen de su hermana se encontraba impune.
El 8 de febrero de 2010, Carlos Carrascosa demanda al Estado Argentino ante la Comisión Interamericana de Derechos Humanos por la violación de varios de sus derechos y garantías del debido proceso legal. Al día siguiente publica una carta titulada: "La necesidad de contar la verdad", en el blog que escribe desde la cárcel.
El 12 de mayo de 2011, dos fiscales de la localidad de Pilar piden la detención de Irene Hurtig, media hermana de María Marta García Belsunce, por presunto encubrimiento y ocultación de pruebas para favorecer a Carlos Carrascosa. Se da a conocer una pericia acústica que fundamenta el pedido de la Fiscalía.
El 14 de mayo de 2011, el juez de garantías de San Isidro, Ricardo Costa, rechaza en forma categórica el pedido de detención de Hurtig.
El 18 de mayo de 2011, empieza el juicio por: "encubrimiento calificado" del crimen de María Marta. Las jornadas se desarrollaran en el Tribunal Oral 1 de San Isidro. Los acusados eran: 
- Guillermo Bártoli (cuñado de María Marta): se sospecha según una pericia que habría estado en la escena del crimen al momento del hecho. También se lo acusa de gestionar un certificado de defunción falso.

- Juan Carlos "John" Hurtig (hermanastro de la víctima): por su participación en la reunión del "pituto".

- Horacio García Belsunce (hermano de la víctima): habría pedido que la Policía no intervenga y estuvo en la reunión donde se decidió tirar el "pituto" (la bala) al inodoro.

- Sergio Binello (vecino del country): le habría pedido a las autoridades del Carmel que no dejen entrar a la Policía y de ser necesario "pagasen".

- Beatriz Michelini (masajista de María Marta): limpió la escena del crimen.

- Juan Ramón Gauvry Gordon (médico de Paramedic): adhirió a la teoría del accidente. Participó de la limpieza de la escena. No dio aviso a la Policía.[29]

El 19 de septiembre de 2011, en su alegato, en el marco del juicio por encubrimiento, la fiscal Laura Zyseskind solicitó al tribunal las penas de seis años de prisión para Guillermo Bártoli, Horacio García Belsunce y Juan Gauvry Gordon. Para Juan Hurtig pidió cinco años de prisión. Por último para Sergio Binello la pena requerida fue de cuatro años y medio de prisión. En el caso de Beatriz Michelini, pidió la absolución al considerar la fiscal que "ella llegó con verdadera intención de ayudar. Pero llegó a una escena montada en parte por el señor (Guillermo) Bártoli". La fiscal lanza una nueva teoría con relación a los horarios, aseverando que la masajista había llegado a la casa a las 19:24, en lugar de las 19:05.
El 22 de septiembre de 2011, en su alegato, el abogado de Guillermo Bártoli, doctor Alejandro Novak, aduce que los horarios tomados por la fiscalía son caprichosos y carecen de todo sustento.
El 4 de noviembre de 2011, se dicta el veredicto, siendo determinadas las siguientes penas: Guillermo Bártoli, 5 años de prisión; Horacio García Belsunce, 4 años de prisión; Juan Hurtig, 3 años y 6 meses de prisión; Juan Gauvry Gordon y Sergio Binello, 3 años de prisión. A todos los condenados se les ordenó la detención inmediata. En el caso de Beatriz Michelini, el tribunal se decidió por la absolución.
El 7 de noviembre de 2011, los abogados de los condenados presentan un habeas corpus para lograr la excarcelación de sus defendidos mientras la condena no sea confirmada en una segunda instancia.
El 9 de noviembre de 2011, la Sala I de la Cámara de Garantías de San Isidro rechaza el habeas corpus, presentado dos días antes, por considerarlo "inadmisible". Aducen que falta cumplir un paso: pedir la excarcelación ante el tribunal que los condenó.
El 10 de noviembre de 2011, los abogados solicitan las excarcelaciones ante el TOC 1, que las rechaza un día después.
El 14 de noviembre de 2011, presentan nuevamente los habeas corpus ante la Sala I, que al día siguiente los concede.
El 19 de noviembre de 2011, los 5 condenados por encubrimiento abandonan la Unidad 41 de Campana donde se hallaban detenidos tras depositar la fianza impuesta por el Tribunal Oral en lo Criminal 1 de San Isidro.
El 10 de septiembre de 2012, La Corte Suprema de Justicia de la Provincia de Buenos Aires ratificó la condena a prisión perpetua de Carlos Carrascosa al rechazar dos pedidos de nulidad presentados por su defensa.
El 20 de diciembre de 2016, La corte Suprema de Justicia de la Provincia de Buenos Aires absuelve a Carlos Carrascosa 14 años después del homicidio de García Belsunce.
El 13 de julio de 2022, se inició el tercer juicio oral. Los acusados son el vecino del country El Carmel, Nicolás Pachelo    y dos vigiladores, Norberto Glennon y José Ortíz.
El 31 de octubre de 2022, los fiscales del tercer juicio por el crimen de María Marta García Belsunce, solicitaron que se condene a la pena de prisión perpetua a Nicolás Pachelo, a quien consideraron el "indiscutido autor del homicidio" de la socióloga.
El 27 de marzo de 2024, el tribunal de Casación Penal Sala I, siendo los jueces Fernando Luis María Mancini Hebeca y María Florencia Budiño los firmantes, mantuvo firme la condena de Nicolás Pachelo a más de 21 años de prisión (prisión perpertua).